# دنیل دلفینو
دنیل دلفینو (انگلیسی: Daniel Delfino؛ زادهٔ ۱ ژوئن ۱۹۷۰) بازیکن فوتبال اهل آرژانتین است.
از باشگاه‌هایی که در آن بازی کرده‌است می‌توان به باشگاه فوتبال روساریو سنترال و باشگاه فوتبال بانفیلد اشاره کرد.